# Mokrouše
Mokrouše é uma comuna checa localizada na região de Plzeň, distrito de Plzeň-město.